# Zaparoan
Zaparoan.- jezična porodica iz Perua i Ekvadora koja obuhvaća jezike Indijanaca Záparo (záparo [zro] ili Zápara), po kojima je dobila ime, ostali su: Oa (na rijeci Bobonaza), Andoa [anb] (na rijekama Pastaza i Morona), Arabela [arl] (sebe zovu Tapweyokwaka. U peruanskom departmanu Loreto), Aushiri [avs], Iquito ili Ikito [iqu] (na rijeci Tigre), Coronado (na rijeci Bobonaza), Asaruntoa, Auve, Gaye (Gae, na rijekama Tigre i Bobonaza), Shimigaye (na rijeci Curaray), Guallpayo, Guasaga, Maracana (Cahuarano [cah], potomci starih Moracano Indijanaca), Konambo, Murato (možda pripadaju Kandoshima). Ponekad joj se pridodaju i jezici Indijanaca Omurano [omu] i Sabelan. 
I Grupa Coronado
- A Coronado (Ipapiza, Hichachapa, Kilinina)
  - 1. Chudavina
  - 2. Miscuara
  - 3. Tarokeo
- B Oa (Oaki, Deguaca, Santa Rosina)

II Grupa Andoan
- A Andoa
  - 1. Guallpayo
  - 2. Guasaga
  - 3. Murato. Primili jezik Candoshija.
- B Gaye ili Gae (Siaviri)
- C Semigaye (Semigae)
  - 1. Aracohor
  - 2. Comacor
  - 3. Ichocomohor
  - 4. Itoromohor
  - 5. Maithiore
  - 6. Mocosiohor
  - 7. Usicohor
- D Ikito ili Iquito (Amacarora, Kiturran, Puca-uma)
  - 1. Iquito
  - 2. Maracana (Cahuarano)
  - 3. Auwe
- E Asaruntoa

III Grupa Záparo
Zápara:
- 1. Curaray (rijeka)
- 2. Manta
- 3. Matagen
- 4. Muegano
- 5. Nushino (rijeka)
- 6. Rotuno
- 7. Supinu
- 8. Yasuni (rijeka)[1]

## Vanjske poveznice
- Ethnologue (14th)
- Ethnologue (15th)
- Ethnologue (16th)
- Tree for Zaparoan  Arhivirana inačica izvorne stranice od 29. listopada 2008. (Wayback Machine)